# Joan Claret
Joan Claret i Solé (Rajadell, 1932 - Caves, 6 de setembro de 2001) foi um professor universitário da Universidade de Toulouse e presidente do Centro Catalão de Toulouse. Era filho de Andreu Claret i Casadessús com Trinitat Solé e irmão do jornalista Andreu Claret i Serra, do violinista Gerard Claret i Serra e do violoncelista Lluís Claret i Serra. Ele teve três filhos Joan Melchior Claret, Boris Claret e Adrian Claret-Peréz.

## Biografia
Fugindo da Guerra Civil Espanhola, a família se mudou para a França. Foi professor na Universidade de Toulouse e foi ativista da causa catalã e do Occitânio como presidente da Casa catalã de Toulouse. O presidente da Generalidade da Catalunha, Jordi Pujol i Soley, nomeou-o membro do Conselho das Comunidades Catalãs no exterior, onde participou da modernização dos centros catalães.
Em França, ele participou ativamente da descentralização da cultura, especialmente na Université de Toulouse le Mirail como vice-presidente, e em 1977, depois de criar e chefiar o Centro de Promoção Cultural, que mais tarde seria chamado de Centro da Iniciativa Artista do Mirail (CIAM). Em 1997, recebeu o Prêmio Batista i Roca por sua dedicação à promoção da cultura catalã no mundo.
Nas últimas eleições para o Parlamento Europeu, Claret concorreu como candidato nas listas da esquerda republicana da Catalunha. Recebeu a medalha póstuma da cidade de Toulouse e, em 2007, prestou uma homenagem ao seu trabalho em uma sala da Casa Occitânia.
Faleceu devido a uma doença em 2001 na comuna francesa de Caves.